# Polnisch-ukrainische Beziehungen
Polnisch-ukrainische Beziehungen sind die außenpolitischen Beziehungen zwischen Polen und der Ukraine. 
Die beiden Länder haben eine ungefähr 530 km lange gemeinsame Grenze.

## Geschichte

### Mittelalter und polnisch-litauische Adelsrepublik
Nach dem Tode des letzten rurikidischen Fürsten wurde 1332 dessen Neffe, ein Spross des masowischen Zweiges der Piasten, Herrscher von Halytsch-Wolhynien: Bolesław Georg II.
1340 wurde er von Bojaren vergiftet, die ihm vorwarfen, Katholiken bevorzugt zu haben. Es kam zum Machtkampf zwischen Polen, dessen Piasten dynastische Ansprüche stellten, dem Großfürstentum Litauen, das schon andere ruthenischen Gebiete beherrschte, und der Goldenen Horde, die im Gefolge der mongolischen Herrschaft die Tributherrschaft über fast alle ruthenischen Fürstentümer beanspruchte.
Die wichtigsten Teile des strittigen Gebietes wurden vom polnischen König Kasimir dem Großen unterworfen. Dazu gehörten die Städte Halytsch, Lemberg, Chełm, Bełz, Wolodymyr, das Sanoker Land und die Region Podolien. Damit begann die Polonisierung des Landes und die zunehmende Durchsetzung der katholischen Kirche. Unter Ludwig dem Großen, der Polen und Ungarn in Personalunion regierte, wurde die katholische Hierarchie dauerhaft etabliert. Unter seiner Herrschaft kam das Gebiet 1378 zu Ungarn. Nach Ludwigs Tod 1382 heiratete der litauische Großfürst Jagiełło die polnische Königin Jadwiga, und beide Länder wurden damit dauerhaft miteinander verbunden, zunächst in Personalunion. Jagiełło eroberte Galizien 1387 abermals für Polen, bei dem es dann bis zur Ersten Teilung Polens 1772 verblieb.
Als 1569 in der Union von Lublin Polen und Litauen zur Polnisch-Litauischen Adelsrepublik verschmolzen, wurde auch Galizien in Woiwodschaften eingeteilt:
- die Woiwodschaft Ruthenien (ab 1434) mit Lemberg, Halytsch (Галич), Chełm und Sanok,
- die Woiwodschaft Wolhynien mit Łuck (Луцьк), Wolodymyr (Володимир) und Kremenez (Крем'янець)
- die Woiwodschaft Podolien,
- die Woiwodschaft Bełz um Bełz (Белз/Bels).

Der ukrainische Bevölkerungsteil gehörte in der Erzeparchie Lemberg erst ab dem Jahr 1677 (81 Jahre nach der Union von Brest) großteils katholischen Ostkirchen an.
Die römisch-katholische Bevölkerung lebte schon in der Zeit des Fürstentums Halytsch am westlichen Rand um Rzeszów und Krosno und war in wichtigeren Städten anwesend. Nach der polnischen Einnahme vermehrte sie sich in der deutschrechtlichen Kolonisation, darunter mit Teilnahme von sogenannten Walddeutschen. Vor der Errichtung der Kirchenprovinz in Halytsch im Jahr 1375 (1412 wurde Lemberg zum Sitz) gab es etwa 20 römisch-katholischen Kirchen und drei Klöster im Bistum Przemyśl. Im 14. Jahrhundert umfasste dagegen das Erzbistum Lemberg etwa 12 bis 16 römisch-katholische Pfarrgemeinden meistens für deutsche Stadtbürger. Bäuerliche römisch-katholische Ansiedlung begann im Lemberger Land nach dem Jahr 1386. Zwischen 1400 und 1420 wurde das deutsche Recht explizit (in erhaltenen Dokumenten) in elf Dörfern für Römisch-Katholiken überliefert (Hodowyzja, Hamalijiwka, Mawkowytschi, Tscherljany, Subra, Dawydiw, Nowosilzi, Strilyschtscha, Malechiw, Klekotiw und Werbisch). Es handelte sich nicht um eine umfangreiche Kolonisation, aber im frühen 16. Jahrhundert in zehn von siebzehn Dörfern, wo in den Quellen mehrere Bewohner auftauchten, dominierten Personen mit polnischen Nachnamen (Bilka, Tschyschky, Dawydiw, Hodowyzja, Kamjanobrid, Jampil, Rodatytschi, Sokilnyky, Symna Woda, Subra). Außerdem lebten Polen zum großen Teil am wahrscheinlichsten auch in Beresdiwzi, Hrybowytschi, Malechiw, Pidwyssoke, Poritschtschja, Wyschnjany, Sbojischtscha und Schowtanzi, sowie zusätzlich hypothetisch in Maltschyzi und Hrimne; Polnische Ansiedlung spiegelt sich im Lemberger Lande auch in den Ortsnamen Lackie (Tscherwone), Lachowice (Podoroschnje) und von vier Laszki (nach dem Krieg absichtlich entpolonisiert mit Namen wie Murowane, Sastawne), ähnlich wie z. B. tschechische (Luhowe, früher wörtliche Tschechien; Tschyschky), ungarische (Uhry; Selenyj Haj, früher Uherce), Pomoranen — Pomorjany, Prußen — Jampil. Kurt Lück in seiner Forschung in den 1930er Jahren sah außerdem in den Ortschaften Samarstyniw, Klepariw und Tschyschky anfänglich deutsche Siedlungen und u. a. in Krotoschyn und Saschkiw gemischte Dörfer. Bis zum 16. Jahrhundert polonisierten sich die Nachkommen der deutschen Stadtbürger und die polnische Sprache erlangte zunehmend Prestige. Unter zahlreichen kleineren polnischen Sprachinseln die größten waren um Przemyśl, Mostyska, Horodok und Lemberg, in einer Breitenkreisreiche gelegen und manchmal als polnischer Korridor bezeichnet.
Nach dem polnischen Goldenen (16. Jh.) und Silbernen Zeitalter (17. Jh.) kam es zur Wirtschaftskrise wegen des „Jahrhunderts der Kriege“ (ab dem Osmanisch-Polnischen Krieg 1620–1621 bis zum Großen Nordischen Krieg).

#### Chmelnyzkyj-Aufstand
Gegen den Widerstand der polnisch-litauischen Adligen errichtete Bohdan Chmelnyzkyj 1648 durch einen Vertrag mit dem polnischen König Jan Kazimierz einen eigenständigen ukrainischen Kosakenstaat (Hetmanat) mit Regierungssitz in Tschyhyryn, der aber 1651 durch Bündnisse mit Russland und dem Osmanischen Reich wieder in Abhängigkeiten geriet. Daraufhin wurde die Ukraine zwischen Polen, welches die Rechtsufrige Ukraine erhielt, und Russland, das die linksdneprischen Gebiete bekam, geteilt. Im russischen Teil der Ukraine begann der Aufstieg der Russischen Sprache in der Ukraine, während im polnischen Teil die schon lange anhaltende Polonisierung weitergeführt wurde. Die dreißig Jahre zwischen dem Tod Chmelnyzkyis 1657 und der Wahl Iwan Masepas zum Hetman der Saporoger Kosaken 1687 werden als Ruin (ukr. Руїна) bezeichnet; sie waren geprägt von häufigen Auseinandersetzungen, Bürgerkriegen und Interventionen fremder Mächte.
Während aus dem Vertrag von Hadjatsch abgeleitet werden kann, dass die Kosaken ihren Staat als Nachfolger der Rus’ sahen und die ruthenische (altukrainische) Sprache sprachen, wurde der Begriff „Ruthenen“ hauptsächlich auf den Teil der Bevölkerung angewendet, der unter der Kontrolle des polnischen Staates stand.

### Galizien
Die Polen im österreichischen Teilungsgebiet Galizien hatten nach den Teilungen Polens relativ früh wieder die Möglichkeit, ihre nationalen Empfindungen zu zeigen, insbesondere nach der Autonomiegewährung durch den österreichischen Staat im Jahre 1867. Diese Bewegung wurde dort nicht nur von der städtischen Bevölkerung, sondern auch von Teilen der ländlich-bäuerlichen Schichten getragen. In gleichem Maße wuchs in den östlichen Teilen Galiziens jedoch auch ein ukrainischer Nationalismus, dessen gewalttätig-radikaler Charakter dadurch genährt wurde, dass neben die ethnische Variante des Konflikts eine soziale hinzutrat: Die Mehrzahl der landarmen, bäuerlichen Bevölkerung ukrainischer Nationalität litt erheblich unter dem extensiv wirtschaftenden und gesellschaftlich konservativen Großgrundbesitzertum polnischer Nationalität. Der Konflikt trug somit die Züge einer auch sozialen Spaltung. Die dem Großteil der Bevölkerung kaum bewussten nationalen und kulturellen Trennungslinien konnten demzufolge anhand der für alle klar erkennbaren sozialen Spaltung zwischen gesellschaftspolitischer Elite und sozial sowie ökonomisch deklassierten Schichten definiert werden, wodurch die Betonung der nationalkulturellen Eigenständigkeit der Ukrainer und die Idee ihrer nationalen Unabhängigkeit besondere politische Sprengkraft gewannen. Mit der Struktur der wirtschaftlichen Macht ging die Verteilung der politischen Macht einher: Sie lag fast ausschließlich in der Hand des polnischen Adels. Zudem trennten beide Nationalitäten die konfessionellen Unterschiede. Man kann daher den schwelenden polnisch-ukrainischen Streit als einen Konflikt zwischen einer ehemals privilegierten Nation, die von ihrem Besitzstand an Schulen, Universitäten und politischer Macht nicht lassen wollte, und einer ursprünglich kleinbürgerlich bis bäuerlichen Nation, die ihre Gleichstellung forderte, charakterisieren.

### Entwicklung nach dem Ersten Weltkrieg
Im Ersten Weltkrieg verschärftem sich die nationalen Gegensätze, indem die sich bekämpfenden Großmächte Österreich und Russland den polnisch-ukrainischen Gegensatz für ihre jeweiligen Ziele ausnutzten, beide Bevölkerungsgruppen gegeneinander ausspielten, was den Konflikt wohl verschärfte und verstetigte. Nach der Niederlage der Mittelmächte und dem Auseinanderfallen des Vielvölkerstaates Österreich-Ungarn strebten sowohl Polen als auch Ukrainer die nationale Staatenbildung an – jeweils auf territoriale, politische und ökonomische Kosten der anderen Seite. Den daraus entstehenden Polnisch-Ukrainischen Krieg gewann Polen; am 17. Juli 1919 wurde eine Waffenruhe vereinbart. 

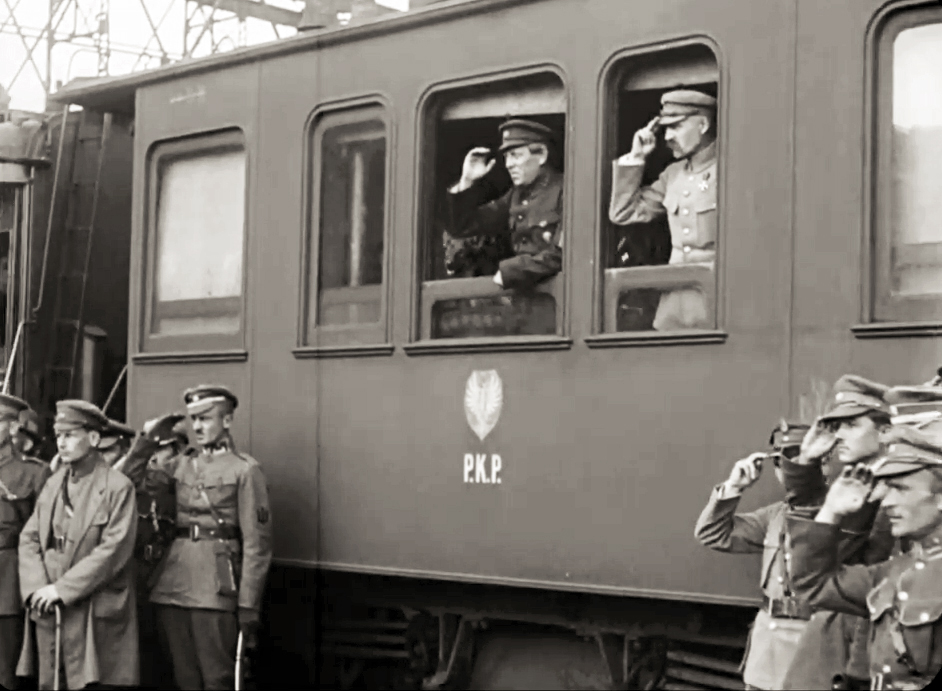
Józef Piłsudski und Symon Petljura, Winniza 1920

Die Armee der Volksrepublik Ukraine kämpfte an der Seite Polens im Polnisch-Sowjetischen Krieg. Nach der Unterzeichnung des Vertrags von Riga im März 1921 wurden die ukrainischen Soldaten in Polen interniert.
Ostgalizien und das im ehemaligen russischen Teilungsgebiet liegende Wolhynien – beide im ländlichen Bereich überwiegend ukrainisch geprägt – wurden dem wiedererrichteten polnischen Staatswesen angegliedert. Diese Entscheidung führte jedoch zu keiner Lösung der polnisch-ukrainischen Konflikte, sondern trug diese direkt hinein in den jungen polnischen Staat: Ein Sechstel der Gesamtbevölkerung der Zweiten Polnischen Republik waren Ukrainer.

### Zeit der Zweiten Polnischen Republik
Insgesamt fiel die Qualität der Lebensverhältnisse der ukrainischen Minderheit noch hinter die in der Habsburgermonarchie zurück: Das spezifisch ukrainische Schulwesen wurde unterdrückt, Ukrainer sukzessive aus dem polnischen Staatsdienst entfernt und orthodoxe Kirchen zerstört. Der soziale Konflikt verschärfte sich zusehends, da der Landbesitz des polnischen Adels und der polnischen Großgrundbesitzer nicht in die Landreform der 1920er Jahre mit einbezogen wurde. Die Folge war eine weitere Verarmung insbesondere der ukrainischen Landbevölkerung. Zum größten Problem zwischen Polen und Ukrainern wurde jedoch das Bestreben des polnischen Staates und seiner Nationalitätenpolitik, das Polentum durch die Ansiedlung von Polen in den östlichen, ukrainisch bestimmten Gebieten des Landes in Form einer inneren Kolonisation zu verbreiten bzw. zu vertiefen. Wo sich die Ansiedlungsaktionen polnischer Siedler aus Zentralpolen konzentrierten, wie etwa in Wolhynien, entflammten gewaltsame Proteste der wirtschaftlich, sozial, politisch und kulturell bedrängten ukrainischen Bevölkerung, woraufhin 1930 die sogenannte Befriedung der Ukrainer in Ostgalizien als polnische Strafaktion erfolgte. Zu Anfang der 1930er Jahre waren Anschläge auf polnische Politiker und staatliche Repräsentanten beinahe an der Tagesordnung. Zuvor hatte sich in der ukrainischen Widerstands- bzw. Untergrundbewegung Organisation Ukrainischer Nationalisten (OUN) die Haltung durchgesetzt, dass die Besserung der ukrainischen Lebensverhältnisse und die Erreichung der politischen Ziele nur mit Gewalt gegenüber dem polnischen Staat durchzusetzen seien. Der polnische Staat reagierte mit Repressionsmaßnahmen und gewaltsamen Übergriffen gegen ganze ukrainische Dorfgemeinschaften. Gleichzeitig unternahm man mit Hilfe der polnischen katholischen Kirche Zwangsmissionierungen der orthodoxen Ukrainer und ließ deren Geistliche deportieren. Im Gegenzug zu diesen Formen der polnischen Gegengewalt entwickelte man in der OUN kurz vor Ausbruch des Zweiten Weltkrieges erstmals die Idee, die Polen aus den als ukrainisch betrachteten Gebieten zu vertreiben.

### Zweiter Weltkrieg
Die abermalige Teilung Polens im Rahmen des Hitler-Stalin-Paktes und der Beginn des Zweiten Weltkrieges mit Einmarsch der Wehrmacht und der Roten Armee führten zu den ersten Deportationen von Polen aus der Heimat. Es gab verschiedene Flucht- und Deportationswellen, von denen die Polen zum einen um 1939/1940 im Zuge des deutschen Einmarsches und dann wieder 1944/1945 im Zuge des Einmarsches der Roten Armee betroffen waren.
In den Gebieten Ostpolens tobte nicht nur der Zweite Weltkrieg, sondern auch ein blutiger Bürgerkrieg zwischen Polen und ukrainischen Nationalisten (vgl. dazu Massaker in Wolhynien und Ostgalizien). Im Januar 1944 hatte die Rote Armee zwar die polnisch-sowjetische Grenze von 1939 ein erneutes Mal überschritten. Sie war dabei jedoch nicht in der Lage, die polnische Bevölkerung in Wolhynien und Ostgalizien vor den Angriffen der Ukrainischen Aufständischen Armee (UPA) zu schützen. Ebenso kam es zu Übergriffen von polnischen Nationalisten auf ukrainische Zivilisten, wie im Massaker von Pawłokoma.

### Verschiebung der Grenzen und Umsiedlungen der Bevölkerung

#### Aussiedlung der polnischen Bevölkerung
Grundlage der Umsiedlungen der sogenannten Repatrianten war die Abtretung von Ostpolen, Ostgalizien und Wolhynien an die Sowjetunion. Vater dieser Idee war Josef Stalin, der erstmals 1943 auf der Konferenz von Teheran eine Westverschiebung Polens auf Kosten Deutschlands und zugunsten der UdSSR anregte. Auf der Konferenz von Jalta, 4.–11. Februar 1945, beschlossen Roosevelt, Churchill und Stalin, dass Polen im Osten von der Curzon-Linie und im Westen von der Oder-Neiße-Linie begrenzt sein sollte. Gleichzeitig wurde von Großbritannien und den USA die von Stalin eingesetzte provisorische polnische Regierung anerkannt. Mit der Konferenz von Potsdam vom 17. Juli bis 2. August 1945 wurde schließlich die „Überführung“ der deutschen Bevölkerung aus den an Polen abgetretenen Gebieten nach Deutschland „in ordnungsgemäßer und humaner Weise“ beschlossen.
Die sich den polnisch-sowjetischen Grenzverträgen anschließende Umsiedlung der Polen aus den östlichen Landesteilen erfolgte also in einem Gebiet, das sich permanent im Kriegszustand befunden hatte. Insbesondere dieser Umstand mag auch Winston Churchill – im Übrigen genauso wie die polnischen Kommunisten – dazu bewogen haben, für die Zukunft einen polnischen Nationalstaat ohne Minderheiten anzustreben und daher dem Drängen Stalins nach einer Westverschiebung Polens einhergehend mit einem Bevölkerungsaustausch nachzugeben:
There will be no mixture of populations to cause endless trouble […]. A clean sweep will be made.

#### Umsiedlungen der ukrainischen Bevölkerung
1944 bis 1946 wurden etwa eine halbe Million Ukrainer aus den Gebieten des nach Westen verschobenen Polens in die ehemaligen polnischen Ostgebiete umgesiedelt.
1947 fand eine Zwangsumsiedlung ethnischer Ukrainer, sowie Bojken und Lemken, aus dem Südosten in die sog. wiedergewonnenen Gebiete im Norden und Westen der Volksrepublik Polen statt.

### Seit dem Zerfall der Sowjetunion

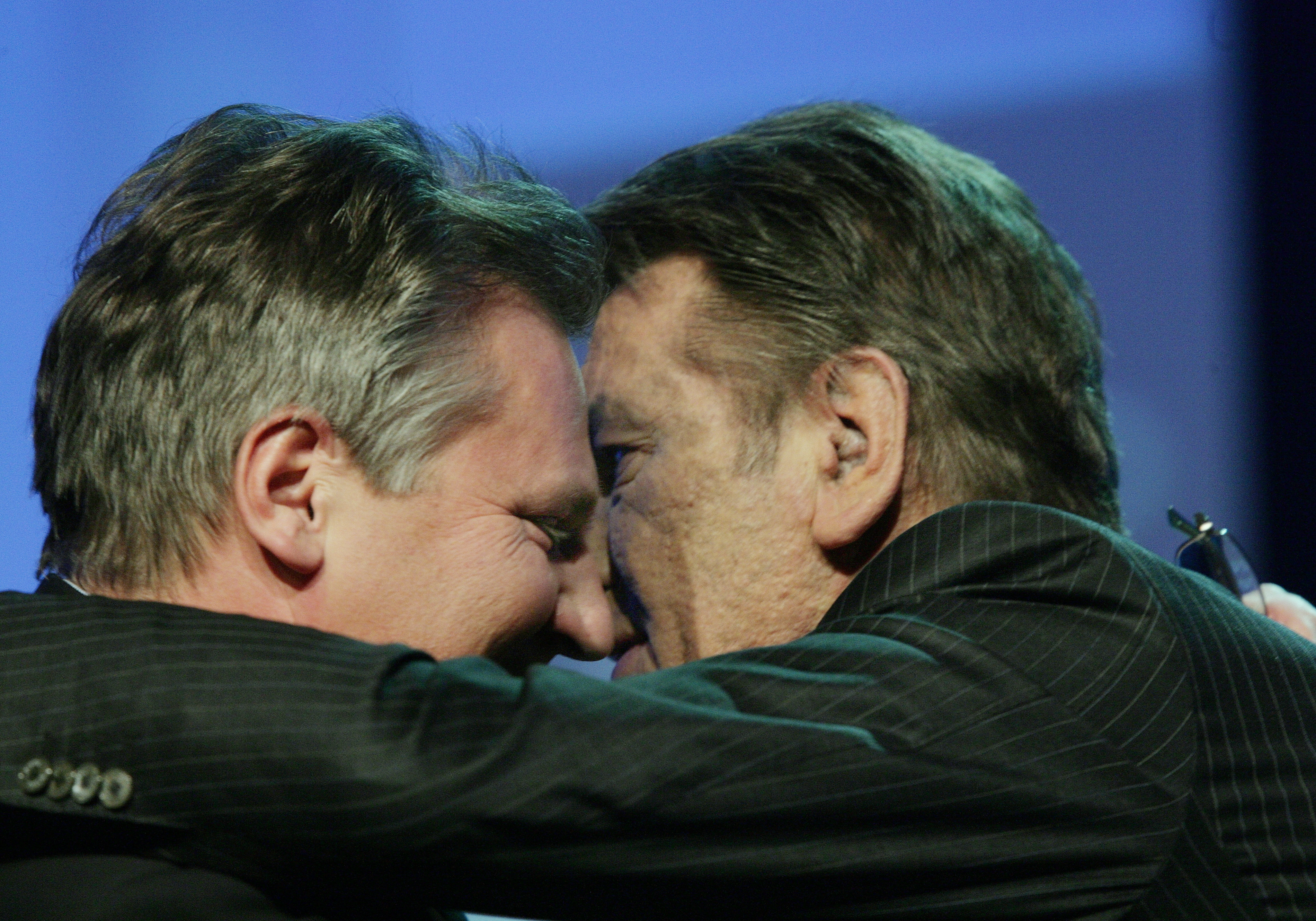
Viktor Juschtschenko und Aleksander Kwaśniewski, Davos 2005

Polen hat großes Interesse an einer unabhängigen, demokratischen und marktwirtschaftlich orientierten Ukraine. Polen leistet bilateral sowohl humanitäre Hilfe als auch Unterstützung beim Reformprozess in der Ukraine.
Am 18. Mai 1992 wurde in Warschau der bilaterale Vertrag über gute Nachbarschaft, freundschaftliche Beziehungen und Zusammenarbeit vom polnischen Präsidenten Lech Wałęsa und dem Präsidenten der Ukraine Leonid Krawtschuk unterzeichnet, in dem die gemeinsame Staatsgrenze und die Rechte nationaler Minderheiten anerkannt sowie offenkundige gemeinsame Interessen in der Außenpolitik formuliert wurden.
2012 richtete Polen zusammen mit der Ukraine die Fußball-Europameisterschaft aus.
Im März 2014 annektierte Russland die Krim und begann einen Krieg im Osten der Ukraine. 
2015 gründeten die staatlichen Institute für Nationales Gedenken (IPN in Polen und UNIP in der Ukraine) eine gemeinsame Historikerkommission zur wissenschaftlichen Aufarbeitung der Phase von 1939 bis 1947. Der Kommission gehören je sechs Historiker beider Institute an, die sich im halbjährigen Wechsel jeweils in der Ukraine und in Polen treffen.
Am 24. Februar 2022 begannen die Streitkräfte Russlands auf Befehl des russischen Präsidenten Putin den Überfall auf die Ukraine. Polen und viele EU-Länder bekundeten ihre Bereitschaft, Kriegsflüchtlinge aus der Ukraine aufzunehmen. Am Ende des 4. März (8. Tag des Krieges) meldete Polen rund 787.300 Flüchtlinge, davon allein 106.400 Flüchtlinge am 4. März.
Insgesamt waren zu diesem Zeitpunkt 1,45 Millionen Menschen aus der Ukraine geflohen, davon rund 228.700 nach Moldau, 144.700 nach Ungarn, 132.600 nach Rumänien und 100.500 in die Slowakei.